# Glacier Point Hotel

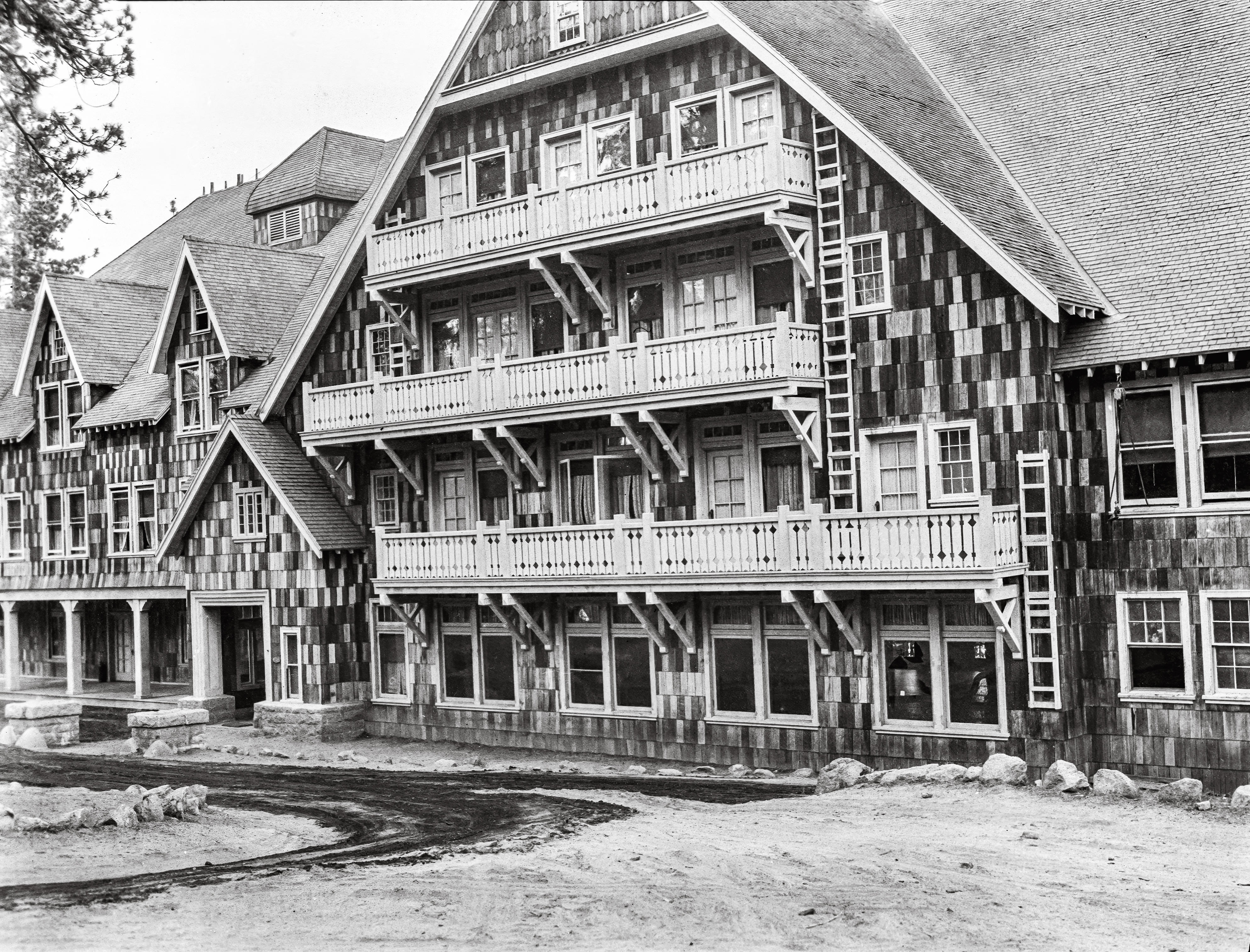
Glacier Point Hotel in chaletstijl

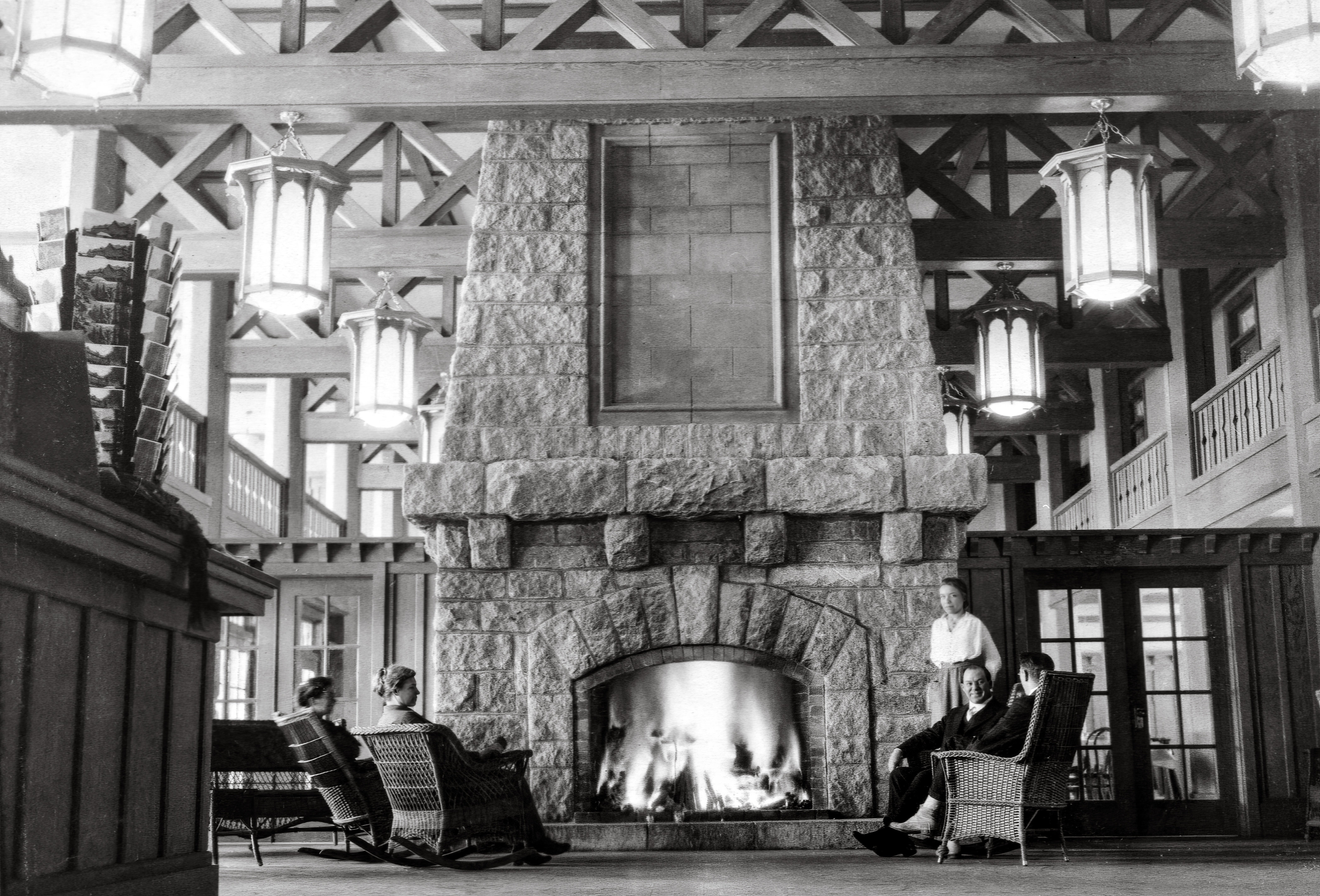
Haard in de lobby

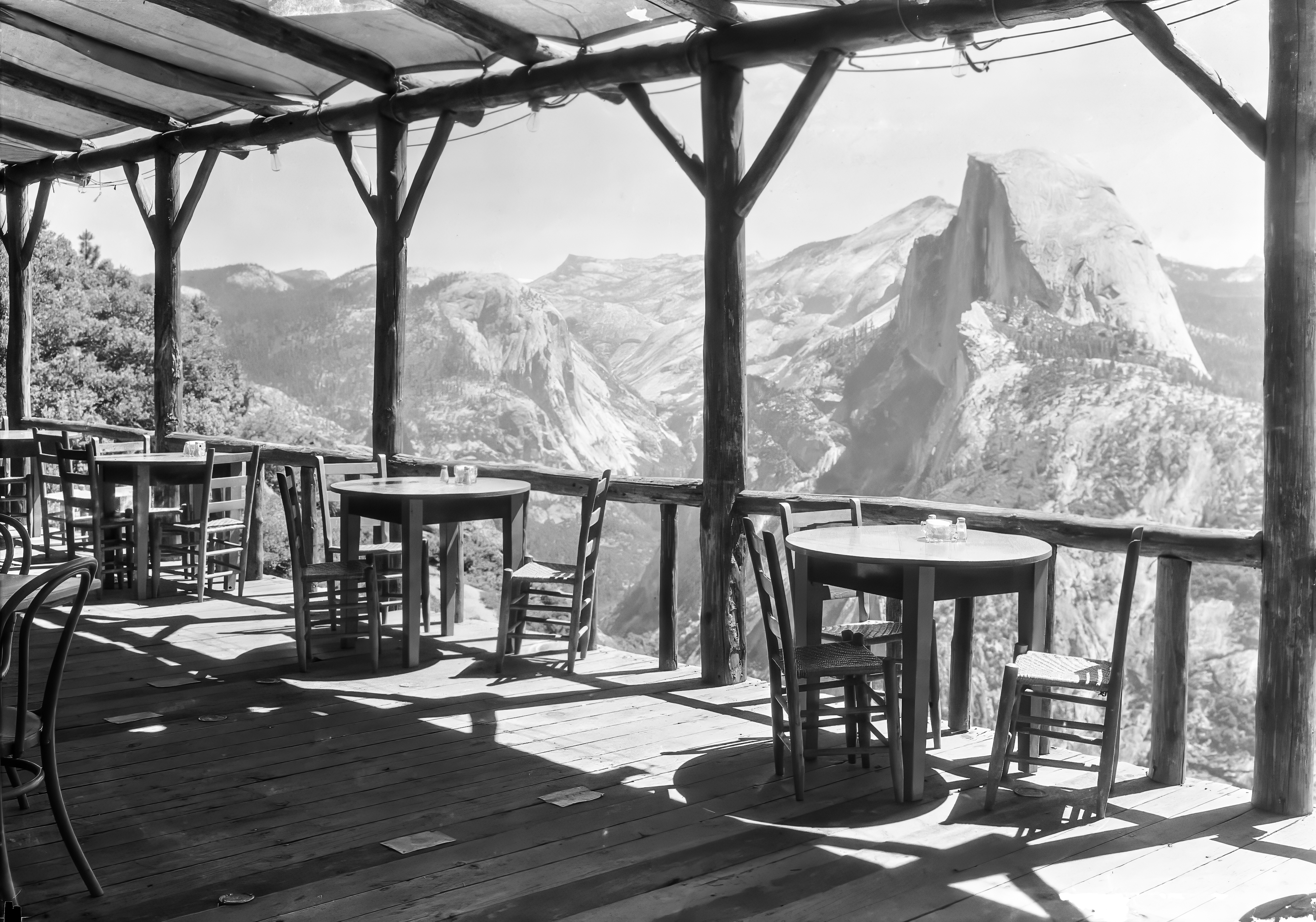
Terras met uitzicht op Half Dome

Het Glacier Point Hotel was een hotel bij Glacier Point in het Yosemite National Park, in het oosten van de Amerikaanse staat Californië. Het hotel in chaletstijl lag bijna duizend meter boven de Yosemite Valley, met een groots uitzicht over de vallei en Half Dome.

## Geschiedenis
Het hotel werd tussen 1916 en 1917 gebouwd door de The Desmond Park Service Company en de firma Gutleben Brothers. Er waren twee gebouwen, met in totaal 80 hotelkamers. In het hoofdgebouw was er een eetzaal, een lounge en enkele andere faciliteiten. Aan de achterkant van het gebouw was er een terras, een bekend uitkijkpunt.
Hoewel het Glacier Point Hotel een unieke ligging had, bleek het moeilijk om de onderneming financieel succesvol te maken. De prijzen waren te hoog voor heel wat toeristen en de winter was sowieso een moeilijke periode. In 1924 kwam het in handen van de Yosemite Park and Curry Company.
De eigenaars en bezoekers van het hotel waren jarenlang betrokken bij de Yosemite Firefall, een ritueel waarbij men hete kolen van Glacier Point naar beneden wierp, zodat er een gloeiende waterval van de berg leek te stromen.
In de winter van 1968-1969 raakte het hotel zwaar beschadigd door overmatige sneeuwval. Omdat het gebouw toe was aan restauratie, werd het hotel in 1969 niet geopend. In augustus van dat jaar brandde het af, waarna de locatie tijdelijk volledig afgesloten werd voor bezoekers om de restanten van het hotel af te breken. In de plaats van het hotel werd er een openluchtamfitheater aangelegd.